# 烏姆蓋萬 (城市)
烏姆蓋萬 是阿拉伯聯合酋長國烏姆蓋萬酋長國的首都和最大城市。

該市位於Khor Al Bidiyah半島上，最近的主要城市是西南部的沙迦和東北部的拉斯海馬。城外沿海有紅樹林，當地經濟以漁業為主。